# CSI: A helyszínelők (1. évad)
Az itt található lista az A helyszínelők című televíziós sorozat első évadjának epizódjait tartalmazza. Az évad eredeti sugárzása a CBS-en 2000. október 6. és 2001. május 17. között volt.
| #    | Magyar cím | Eredeti cím            | Rendező            | Író                                                                                   | Eredeti premier    | No. # |
| ---- | --- | ---------------------- | ------------------ | ------------------------------------------------------------------------------------- | ------------------ | ----- |
| 1x1  | „A 100.ügy” | „Pilot”                | Danny Cannon       | Anthony E. Zuiker                                                                     | 2000. október 6.   | 1     |
| 1x1  | Gil Grissom a Las Vegas-i elit helyszínelő csapat vezetője. Holly épp hogy kikerült az akadémiáról, s rögtön csatlakozik a csapathoz. Jim Brass az egység vezetője és megpróbálja elijeszteni Gribbs-et a helyszínelők brigádjától. Catherine Willows – anya, egy kislánya van szintén a csapat oszlopos tagja. Warrick Brown és Nick Stokes azon versenyeznek, hogy ki oldja meg a 100. ügyet.                                                                        |                        |                    |                                                                                       |                    |       |
|      | |                        |                    |                                                                                       |                    |       |
| 1x2  | „Átváltozás” | „Cool Change”          | Michael W. Watkins | Anthony E. Zuiker                                                                     | 2000. október 13.  | 2     |
| 1x2  | Brasst visszaküldik a gyilkosságiakhoz, miközben Grissomot kinevezik a helyszínelők egységének vezetőjévé. Ő Sara Sidlet hozza el San Franciscóból, hogy a lövöldözés után nyomozzon. Ez azonban nagyon is irritálja Catherine-t, aki egyedül akarja megoldani az ügyet. Grissom és Nick kapnak egy öngyilkos férfi ügyét kapják, aki miután megnyerte a kaszinó jackpotját, öngyilkosságot követett el.                                                               |                        |                    |                                                                                       |                    |       |
|      | |                        |                    |                                                                                       |                    |       |
| 1x3  | „Elevenen eltemetve” | „Crate 'n' Burial”     | Danny Cannon       | Ann Donahue                                                                           | 2000. október 20.  | 3     |
| 1x3  | Grissom és Nick nyomozást folytatnak egy eltűnt lány után, aki valószínűsíthetően elevenen lett eltemetve. Eközben Warrick és Catherine egy cserbenhagyásos gázolás ügyében nyomoz. - Vendégszereplő: Sam Jones III |                        |                    |                                                                                       |                    |       |
|      | |                        |                    |                                                                                       |                    |       |
| 1x4  | „Johnson úr naplója” | „Pledging Mr. Johnson” | Richard J. Lewis   | Josh Berman & Anthony E. Zuiker                                                       | 2000. október 27.  | 4     |
| 1x4  | Grissom és Catherine nyomozni kezd, amikor egy emberi lábat találnak, külön a testtől egy folyó mélyén. A gyanúsítottak: a férj és a szerető. Ezalatt Sara és Nick egy olyan esemény ügyében nyomoznak, mely szörnyen rosszul alakult. |                        |                    |                                                                                       |                    |       |
|      | |                        |                    |                                                                                       |                    |       |
| 1x5  | „Barátok és szeretők” | „Friends & Lovers”     | Lou Antonio        | Andrew Lipsitz                                                                        | 2000. november 3.  | 5     |
| 1x5  | Grissom és Warrick egy meztelen férfi holttest ügyében nyomoz, melyet a sivatagban találnak, anélkül, hogy halálának egyetlen nyilvánvaló oka is lenne. Catherine és Nick nyomozásba kezd egy iskolai dékán meggyilkolása kapcsán. Saranak pedig arra a kérdésre kell választ kapnia, hogy miért rejtettek el egy női holttestet a kukában. - Vendégszereplők: Amy Carlson és Milo Ventimiglia                                                                         |                        |                    |                                                                                       |                    |       |
|      | |                        |                    |                                                                                       |                    |       |
| 1x6  | „Az ismeretlen” | „Who Are You?”         | Danny Cannon       | Carol Mendelsohn & Josh Berman                                                        | 2000. november 10. | 6     |
| 1x6  | Catherine megsérti a helyi protokollt, mivel elvállalja volt férje esetét, akit megerőszakolással vádolnak. Warrick és Sara nagy erőkkel kutatnak egy eltűnt lövedék után, mely vagy felmenti vagy gyilkosság miatt elítél egy zsarut. Grissom és Nick egy női csontváz ügyében nyomoznak, melyet cementbe ágyazva, egy ház alatt temettek el. - Vendégszereplő: Tony Crane                                                                                            |                        |                    |                                                                                       |                    |       |
|      | |                        |                    |                                                                                       |                    |       |
| 1x7  | „Vércseppek” | „Blood Drops”          | Kenneth Fink       | Story: Tish McCarthy Teleplay: Ann Donahue                                            | 2000. november 17. | 7     |
| 1x7  | Amikor egy tinédzser és húga az egyetlen túlélői egy véres gyilkosságnak, Grissom és csapatának összes tagja elkezd nyomozni az ügyön. Ami eleinte egy szertartásszerű gyilkosságnak tűnt, később kiderül, hogy mi is a tényleges motivációja a véres mészárlásnak. - Vendégszereplők: Dakota Fanning és Glenn Morshower |                        |                    |                                                                                       |                    |       |
|      | |                        |                    |                                                                                       |                    |       |
| 1x8  | „Név nélkül” | „Anonymous”            | Danny Cannon       | Eli Talbert & Anthony E. Zuiker                                                       | 2000. november 24. | 8     |
| 1x8  | Royce Harmont három hónappal ezelőtt találták meg holtan, s az eset akkor még öngyilkosságnak tűnt. Azonban egy következő hasonló ügy megerősíti a gyanút a gyilkosságról. Bárki is a gyilkos, teljes tudatában van a törvényszéki joggyakorlatnak, s céltudatosan hagy bizonyítékot, mely teljesen zavarba ejti Grissomot és csapatát. |                        |                    |                                                                                       |                    |       |
|      | |                        |                    |                                                                                       |                    |       |
| 1x9  | „Barátságtalan égiek” | „Unfriendly Skies”     | Michael Shapiro    | Story: Andrew Lipsitz Teleplay: Andrew Lipsitz & Carol Mendelsohn & Anthony E. Zuiker | 2000. december 8.  | 9     |
| 1x9  | Grissom és csapata egy haláleset ügyében nyomoz, mely egy Las Vegas-i járat első osztályán történt. A nyomozók arra kényszerülnek, hogy ne csak a fizikális tényeket vizsgálják, hanem hallgassák ki az összes utast, aki az első osztályon utazott. - Vendégszereplő: Glenn Morshower |                        |                    |                                                                                       |                    |       |
|      | |                        |                    |                                                                                       |                    |       |
| 1x10 | „Szex, hazugságok és lárva” | „Sex, Lies and Larvae” | Thomas J. Wright   | Josh Berman & Ann Donahue                                                             | 2000. december 22. | 10    |
| 1x10 | Grissom és Sara egy a sivatagban talált test után nyomoz, míg Warrick és Catherine néhány elrabolt, értékes festmény után erednek. Nick pedig arra próbál rájönni, hogy miért egy buszpályaudvaron található meg az eltűnt nő autója. - Vendégszereplők: Mark Moses, Glenn Morshower |                        |                    |                                                                                       |                    |       |
|      | |                        |                    |                                                                                       |                    |       |
| 1x11 | „Gyilkosságok” | „I-15 Murders”         | Oz Scott           | Carol Mendelsohn                                                                      | 2001. január 12.   | 11    |
| 1x11 | A szupermarketből megszöktetnek egy nőt. Az üzletben Grissom bizonyítékot talál arra, hogy öt nőt megöltek. Warrick a kelletlen Sara-val van szolgálatban, mely során egy rablógyilkosságot kell felderíteniük. |                        |                    |                                                                                       |                    |       |
|      | |                        |                    |                                                                                       |                    |       |
| 1x12 | „932 Fahrenheit” | „Fahrenheit 932”       | Danny Cannon       | Jacqueline Zambrano                                                                   | 2001. február 1.   | 12    |
| 1x12 | A gyújtogatásért és feleségének, kisfiának meggyilkolással vádolt férfi Grissom segítségét kéri, hogy segítsen bebizonyítania ártatlanságát. Ezalatt Cathrine és Nick tiltott sportfogadások után nyomoznak. Ráadásul egy tinédzsert is meggyilkolnak a közelben. |                        |                    |                                                                                       |                    |       |
|      | |                        |                    |                                                                                       |                    |       |
| 1x13 | „A robbanás” | „Boom”                 | Kenneth Fink       | Josh Berman & Ann Donahue & Carol Mendelsohn                                          | 2001. február 8.   | 13    |
| 1x13 | Bomba robban egy irodaépületben, egy ember meghal, sok a sebesült. A gyanúsított egy biztonsági őr, aki percekkel a robbanás előtt hagyta el az épületet, s ráadásul megfelelő tudással is rendelkezik, ahhoz, hogy bombát gyártson. Nick a prostituált barátjának segít ismét, akit azonban másnap reggel holtan találnak. A gyanúsított persze Nick lesz, s a dolgokat csak még jobban bonyolítja, hogy az ügyet Eckley kapja meg. - Vendégszereplő: Glenn Morshower |                        |                    |                                                                                       |                    |       |
|      | |                        |                    |                                                                                       |                    |       |
| 1x14 | „Amíg a halál el nem választ” | „To Halve and to Hold” | Lou Antonio        | Andrew Lipsitz & Ann Donahue                                                          | 2001. február 15.  | 14    |
| 1x14 | Amikor egy emberi csontot találnak a sivatagban, Grissom és Catherine elkezdik a mérföldekre nyúló területen a csontváz maradék részének felkutatását. Eközben Warrick és Sarah egy férfi sztriptíztáncos halála után nyomoz, aki egy esküvőn vett volna részt a következő napon, azonban a táncos egy nappal korábban már ünnepelni kezdett, mely kissé súlyosra sikeredett.                                                                                          |                        |                    |                                                                                       |                    |       |
|      | |                        |                    |                                                                                       |                    |       |
| 1x15 | „Gyilkosság a medencében” | „Table Stakes”         | Danny Cannon       | Story: Elizabeth Devine Teleplay: Anthony E. Zuiker & Carol Mendelsohn                | 2001. február 22.  | 15    |
| 1x15 | Egy fiatal nőt holtan találnak a medencében. A háztulajdonos elutazott, s egy fiatal házaspár vigyáz a házra, s ők semmi furcsát nem észleltek. - Vendégszereplő: Glenn Morshower |                        |                    |                                                                                       |                    |       |
|      | |                        |                    |                                                                                       |                    |       |
| 1x16 | „Elpusztíthatatlan” | „Too Tough to Die”     | Richard J. Lewis   | Elizabeth Devine                                                                      | 2001. március 1.   | 16    |
| 1x16 | Egy nőt holtan találnak egy parkolóban. Megerőszakolták, megverték, majd a végén még le is lőtték. Sara elkezdi a bizonyítékok begyűjtését, mialatt Nick és Grissom feltérképezik a helyszínt. |                        |                    |                                                                                       |                    |       |
|      | |                        |                    |                                                                                       |                    |       |
| 1x17 | „Elevenen megégetve” | „Face Lift”            | Lou Antonio        | Josh Berman                                                                           | 2001. március 8.   | 17    |
| 1x17 | Egy holttestet találnak egy cserépáru üzletben, amely tulajdonképpen egy rablásnak indult, amit azonban megzavartak. Ujjlenyomatokat találnak a helyszínen, melyek megegyeznek egy húsz évvel ezelőtt történt emberrablási ügy során találtakkal. Sara és Warrick egy új ügyet kapnak, egy nő halálra égett az otthonában, azonban testén kívül az egyetlen tárgy mely porrá égett, egy szék, a ház többi részének semmi baja nem esett.                               |                        |                    |                                                                                       |                    |       |
|      | |                        |                    |                                                                                       |                    |       |
| 1x18 | „Gyilkosság az utcán” | „$35K O.B.O.”          | Roy H. Wagner      | Eli Talbert                                                                           | 2001. március 29.  | 18    |
| 1x18 | Egy házaspárt – akik éppen házassági évfordulójukat ünnepelték egy étteremben – meggyilkolnak az utcán, s autójukat is ellopják. Ráadásul az eső is elkezd esni, mire a helyszínelők kiérnek. Kezd egyre misztikusabb lenni az egész ügy, amikor megtalálják az autót. - Vendégszereplő: Brad Johnson |                        |                    |                                                                                       |                    |       |
|      | |                        |                    |                                                                                       |                    |       |
| 1x19 | „Gyermekrablás” | „Gentle, Gentle”       | Danny Cannon       | Ann Donahue                                                                           | 2001. április 12.  | 19    |
| 1x19 | Az egész csapat egy csecsemőrablás ügyében folytat nyomozást. A gyanú egyre inkább a gyermek szüleire terelődik. |                        |                    |                                                                                       |                    |       |
|      | |                        |                    |                                                                                       |                    |       |
| 1x20 | „A csend hangjai” | „Sounds of Silence”    | Peter Markle       | Josh Berman & Andrew Lipsitz                                                          | 2001. április 19.  | 20    |
| 1x20 | Két nő elüt egy süket férfit, azonban nem ők azok, akik megölik; a férfi már halott volt. Grissomnak kell kiderítenie, hogy vajon kinek volt indítéka a gyilkosságra. Catherine és Nick is nyomoz, egy kávézóban 5 embert találnak holtan egy gengsztertámadás után. |                        |                    |                                                                                       |                    |       |
|      | |                        |                    |                                                                                       |                    |       |
| 1x21 | „A törvény nevében” | „Justice Is Served”    | Thomas J. Wright   | Jerry Stahl                                                                           | 2001. április 26.  | 21    |
| 1x21 | Grissom, Nick és Warrick nagyon furcsa ügyben kezdenek el nyomozni. Egy joggingoló férfit holtan találnak a parkban, s valószínűleg valamilyen vadállat támadta meg. Az ügy bonyolódni látszik, amikor felfedezik, hogy a gyilkosság után a férfi máját eltávolították testéből. - Vendégszereplő: Brad Johnson |                        |                    |                                                                                       |                    |       |
|      | |                        |                    |                                                                                       |                    |       |
| 1x22 | „Az értékelés” | „Evaluation Day”       | Kenneth Fink       | Anthony E. Zuiker                                                                     | 2001. május 10.    | 22    |
| 1x22 | Egy nap Grissom-nak értékelnie kell csapatát. Egy kocsi csomagtartójában egy emberi fejet találnak. Mialatt Gil és Catherine a talált fej ügyében dolgoznak, Sara és Nick egy olyan holttest ügyében nyomoz, melyet a sivatagban találtak, de fej nélkül. Warrick egy gyilkossági ügy aktái között rábukkan egy ismerősre, James-re, aki az egyetlen szemtanú volt a gyilkosság során. - Vendégszereplő: Sam Jones III                                                 |                        |                    |                                                                                       |                    |       |
|      | |                        |                    |                                                                                       |                    |       |
| 1x23 | „A fojtogató” | „Strip Strangler”      | Danny Cannon       | Ann Donahue                                                                           | 2001. május 17.    | 23    |
| 1x23 | A csapat gyilkossági ügyön dolgozik. A gyilkosnak azonban törvényszéki ügyekkel kapcsolatos tudás is a birtokában van és nagyon csekély bizonyítékot hagyott maga után. A seriff az FBI-t is bevonja a nyomozásba, ami Grissom felháborodását is okozza. S ami a dolgokat még inkább rontja, Sara felajánlja, hogy csapdába csalja a gyilkost. - Vendégszereplő: Glenn Morshower                                                                                       |                        |                    |                                                                                       |                    |       |
|      | |                        |                    |                                                                                       |                    |       |